# Modèle Rescorla-Wagner
Le modèle Rescorla–Wagner est une modélisation mathématique du conditionnement classique. Créé par Robert A. Rescorla (de l'université de Pennsylvanie) et Allan R. Wagner (de l'université Yale) en 1972, il simule un processus d'apprentissage dit pavlovien.

## Usage scientifique
Bien que souvent critiqué depuis sa création, le modèle Rescorla-Wagner a aussi été très souvent utilisé par les spécialistes de l'apprentissage. Il bénéficie notamment des avantages suivants :
1. il permet de générer des prédictions claires
2. un certain nombre de prédictions qu'il a générées ont été confirmées par l'expérience
3. modéliser la représentation d'un événement par l'intensité et la surprise semble avoir un intérêt intuitif
4. il a une forte valeur heuristique
5. il n'a que peu de variables indépendantes
6. aucun concurrent issu d'une autre théorie ne l'a supplanté.

## Principes de base du modèle
1. La valeur de la surprise qu'un organisme expérimente lorsqu'il rencontre un stimulus inconditionné (SI) dépend de la somme des valeurs associatives de tous les stimuli présents durant l'essai. Ce principe rend le modèle Rescorla-Wagner différent de modèles plus anciens qui considéraient uniquement la valeur associative d'un stimulus conditionné (SC) particulier comme aspect déterminant de la surprise.
2. L'excitation et l'inhibition constituent deux éléments opposés. Un stimulus ne peut avoir qu'une force associative positive ou négative. Dans le premier cas, c'est un excitant conditionné, dans le second c'est un inhibiteur conditionné. Il ne peut jouer les deux rôles à la fois.
3. La force associative d'un stimulus est exprimée directement dans le comportement qu'il excite ou inhibe. Comprendre l'effet d'un stimulus, c'est comprendre comment il a affecté les réactions de l'organisme.
4. La salience d'un SC est une constante. Elle n'est pas supposée varier au cours de l'apprentissage.
5. L'histoire d'une réponse n'a aucun effet sur son état actuel. Seule sa valeur associative actuelle détermine la valeur de l'apprentissage. Il n'importe pas que le SC soit déjà passé par plusieurs étapes de conditionnement et d'extinction auparavant.

Les deux premiers principes sont uniques au modèle Rescorla–Wagner. Les trois dernières étaient déjà précédentes dans des modèles plus anciens et jouent un rôle moins central, mais restent structurellement importantes.

## Équation
{\displaystyle \Delta V_{X}^{n+1}=\alpha _{X}\beta (\lambda -V_{tot})}
et
{\displaystyle V_{X}^{n+1}=V_{X}^{n}+\Delta V_{X}^{n+1}}
où
- {\displaystyle \Delta V_{X}} est la variation dans la force de l'association de X
- {\displaystyle \alpha } est la salience du SC (limites : 0 et 1)
- {\displaystyle \beta } est le paramètre d'intensité pour le SI (limites : 0 et 1), parfois appelé valeur d'association
- {\displaystyle \lambda } est le conditionnement maximal possible pour le SI
- {\displaystyle V_{X}} est la force actuelle de l'association
- {\displaystyle V_{tot}} est la force d'association totale du SC